# 林資深
林資深（16世紀—16世紀），字學靜，福建福州府福清縣人，明朝政治人物。

## 生平
林資深是嘉靖二十五年（1546年）丙午科福建鄉試舉人，授羅雄知州，為政慈愛廉潔，因父母去世回鄉，辛勞重建被燒毀的房屋，又將遺產盡給與弟弟，有孝友名聲；改任崖州知州，地方黎族漢族雜處，人民大多失業，他引來八里外濬溝，南北合注水流灌溉田地數萬畝，興建石橋方便往來，並諭撫黎族人使境內安寧，人民立碑及建祠紀念他，陞高州同知，署理化州事務，教育化州人用瓦片代替草茅避免火災，不久他在審判死刑時與鹽運司衝突，因此辭官回家，家居杜門不干預官府，謙厚而好施，縣人稱長者，著有《五經精言》。
弟弟林資瀾是嘉靖四十三年舉人，授孝豐知縣，未任而卒。

## 引用
1. 1 2  乾隆《福清縣志·卷十四·人物志》：林資深，字學靜，縣中人，嘉靖丙午鄕薦，授雲南羅雄知州，慈愛廉潔，艱回住屋燬，拮据營搆，并祖遺產盡畀昆季，以孝友聞。補崖州，黎蠻襍處，民多失業，相地濬溝于八里外，引南北水合注平壤，溉田數萬畝，仍建石橋通往來，黎寇與多港搆難，諭撫有方，境內敉寧，民碑而祀之；遷高州府同知署化州，州多火患，教民易茅以瓦至今頌德，會讞大辟，執法與鹽司牴牾掛冠歸，家居杜門不干有司，謙厚好施，邑稱長者所著有《五經精言》，弟資瀾嘉靖甲子鄉薦，知孝豐未任卒，兄弟相師友不愧賢科。
2. ↑  光緒《高州府志·卷二十五·宦績傳》：林資深，字學靜，福清人，嘉靖丙午舉人，任高州府同知署化州，州多火患，教民易茅為瓦，會讞大獄與監司相牴牾掛官去。 同上（《福建通志》）